# Hans Klüber

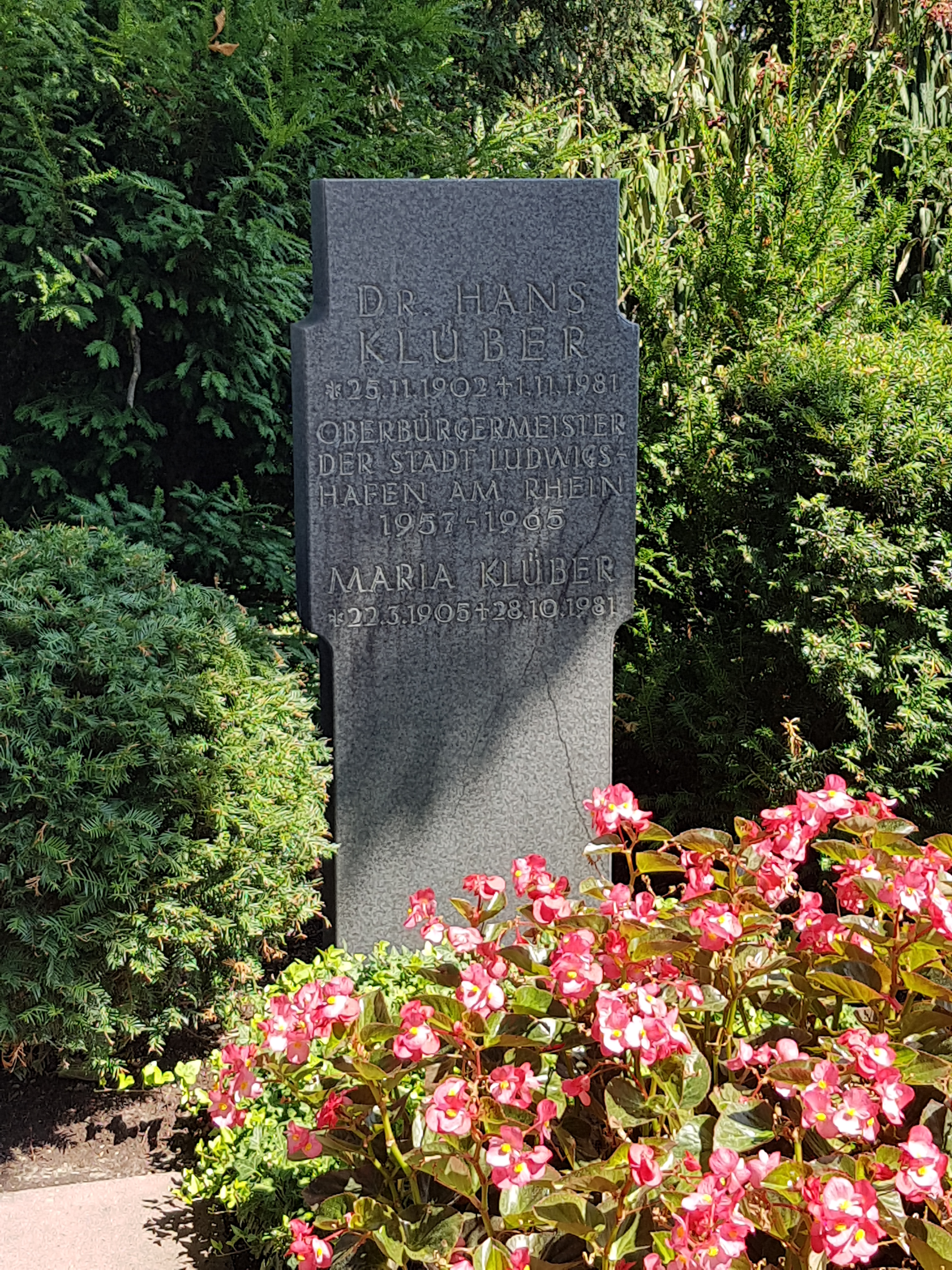
Grabstätte auf dem Ludwigshafener Hauptfriedhof

Hans Klüber (* 25. November 1902 in Köln; † 1. November 1981 in Mannheim) war ein deutscher Politiker (SPD).

## Leben
Hans Klüber studierte Jura und Volkswirtschaft. Als Regierungs-Assessor trat er in den Verwaltungsdienst des Landes Preußen ein und war in verschiedenen Verwaltungsbehörden tätig.
1945 wurde Klüber Bürgermeister von Solingen, 1946 dann Stadtdirektor und Stadtkämmerer von Solingen. 1947 Oberstadtdirektor von Oldenburg, wurde er 1950 bis 1957 Oberbürgermeister von Offenbach am Main. Vom 1. Mai 1957 bis 30. Juni 1965 war er Oberbürgermeister der Stadt Ludwigshafen am Rhein und daneben Kulturdezernent. In seiner Amtszeit wurden viele Projekte des sozialen Wohnungsbaus realisiert.
Privat war Hans Klüber ein engagierter Kunstsammler. Aus seinem Nachlass wurde eine Stiftung gebildet, die auch heute noch das Wilhelm-Hack-Museum unterstützt.
Seine letzte Ruhestätte fand Klüber auf dem Ludwigshafener Hauptfriedhof.

## Ehrungen
- 1965: Großes Verdienstkreuz der Bundesrepublik Deutschland